# Peterquelle
Peterquelle ist der Name eines österreichischen Mineralwassers aus Deutsch Goritz in der Steiermark.

## Geschichte
Die dem steirischen Vulkanland in 102 Metern Tiefe entspringende Quelle war vermutlich schon seit Alters her bekannt, ursprünglich wurde sie von den Bewohnern des Ortes Deutsch Goritz mittels Seilzug von Hand geschöpft.   Seit 1959 wird die Quelle kommerziell genützt und das Wasser als Peterquelle auf den Markt gebracht. Der heutigen Firma Peterquelle – Waterplus Vertriebs GmbH gehören auch die Mineralwassermarken Steirerquell und Minaris.
Ihrer heutigen Bedeutung entsprechend ist die Peterquelle stilisiert auch im Gemeindewappen von Deutsch Goritz zu finden.